# NGC 5193
NGC 5193 is een elliptisch sterrenstelsel in het sterrenbeeld Centaur. Het hemelobject werd op 3 juni 1836 ontdekt door de Engelse astronoom John Herschel.

## Synoniemen
- ESO 383-15
- MCG -5-32-37
- AM 1328-325
- PGC 47582